# 中世の温暖期

世界平均気温は、中世の温暖期が世界的な現象ではなかったことを示している。

中世の温暖期（ちゅうせいのおんだんき、英:Medieval Warm Period:MWP）とは、ヨーロッパの中世に相当する時期、およそ10世紀から14世紀にかけて続いたヨーロッパが温暖だった時期を指す。この時期の温暖化は地球温暖化についての議論や否定論でしばしば引き合いに出される。ただし、主流の科学では、中世に温暖化した地域は一部だけであり、地球全体の平均気温は現在よりも寒冷であったことが示されている。
ヨーロッパではこの時期、ヴァイキングが凍結していない海を渡ってグリーンランドに入植するなど、より北方へ領土を広げたことが知られている。また農業生産力が拡大し、人口増加・経済の復興などが見られ、そのエネルギーは盛期ロマネスク建築やゴシック建築の建設や十字軍の派遣などへと向かった。この温暖期のあと小氷期に入り19世紀まで寒冷な時期が続き、その後に現在の温暖化が始まっている。
歴史時代の地域的な気候を研究しているほとんどの古気候学者は、寒冷な時期を小氷期、温暖な時期を中世の温暖期と便宜的に使用している。他の場合でも、小氷期や中世の温暖期の時期に相当する気候イベントに対して便宜的に用いられている。
中世の温暖期と小氷期についての初期の研究はほとんどヨーロッパのものである。
日本でも歴史気候学の研究が行われており、屋久杉の年輪の炭素同位体比の分析や平安海進の痕跡から、ヨーロッパ中世に相当する時代に温暖な時期があったことが示されている。

## 気候イベント
中世の温暖期は太陽の活動の中世の極大期（AD1100年-1250年）と呼ばれる時期と部分的に一致する。
メリーランド州のチェサピーク湾の研究では、中世の温暖期（AD800年-1300年）と小氷期（AD1400年-1900年） の間に大きな気温の変化があるのが発見され、北大西洋の熱塩循環強度の変化との関係が指摘されている 。ハドソン川渓谷の下流にあるピアモント湿原の堆積物からは、中世の温暖期（AD800年-1300年）には乾燥していたという証拠が得られた。
この時期アメリカ西部の多くの地域、特にカリフォルニアやグレートベースンでは長期の旱魃の影響が見られ、アラスカではAD0年-300年と850年-1200年、1800年以降の3回の温暖化が認められている。
放射性炭素年代が得られているサルガッソー海の海底試料の分析結果では、約400年前（小氷期）と1700年前は表層海水温が現在よりおよそ1℃低く、1000年前（中世の温暖期）には1℃高かったということが示されている 。
赤道東アフリカでは、それまで現在より乾燥な気候と比較的湿潤な気候が繰り返されていたが、中世の温暖期にあたる時期（AD1000年-1270年） にはより乾燥した気候へと変化した 。
南極半島の東ブランスフィールド盆地で得られた氷床コアにも小氷期と中世の温暖期が認められるが、AD1000年-1100年の頃に明らかな寒冷期が見られる。
これらのことから、中世の温暖期という言葉が一様な出来事を示すのではなく、温暖な時期の間にも、地域的に温暖だったり寒冷だったりしたこともあったとされている 。
熱帯太平洋のサンゴの分析結果では、比較的冷涼で乾燥した状態が千年紀初期まで続いており、この変化はENSOパターンのラニーニャのような形状と調和している 。

## IPCC報告書における記述
IPCC第3次報告書では“小氷期”と“中世の温暖期”は存在するのか？ということが議論されていた。しかしIPCC第4次評価報告書では中世に比較的温暖だった時期があり、地域によっては現在以上に温暖だったことも示唆されるもののその証拠は一様ではなく、地球全体が現在よりも温暖であったとは言えないとしている。
IPCC第6次評価報告書では、現在の世界平均気温は最低でも過去2000年間で前例がないほど高いとされており、地球全体では中世が現在より温暖ではなかったことが示されている。

## 地球温暖化に対する懐疑論
地球温暖化を否定する目的として、中世の温暖期を曲解した言説が発信され、インプレッションを集めることがある。このような言説には、地球温暖化は人間活動が原因ではなく、危険ではないというニュアンスが暗に含まれる。気候学者やファクトチェックにより、地球温暖化に対する懐疑論としての中世の温暖期は反証されている。